# Teobaldo I de Baviera
Teobaldo I de Baviera, llamado también Teudebaldo, Teodolto o Teodoalto (... - c.719), fue Duque de Baviera de la Dinastía Agilolfinga desde el 711 hasta su muerte, con menores atribuciones que su padre Teodón II de Baviera y el ducado dividido entre sus hermanos Teodeberto, Grimaldo y Tasilón.
Era el segundo hijo de Teodón II y éste divide el ducado entre él y sus hermanos alrededor del año 715. No se sabe con seguridad si la división correspondía a corregencia o división territorial. De ser así, los territorios de Teobaldo podrían identificarse en Ratisbona.
El nombre de Teobaldo aparece en el Código de Saltzburgo (Salzburger Verbrüderungsbuch), del año 784, donde se cuenta que se casó con Biltrudiz como primera o segunda esposa. Probablemente tenía un matrimonio anterior, con Waldrada de Baviera, pero no hay seguridad de estos datos. Biltrudiz, al morir Teobaldo, se casó con el hermano menor de éste, Grimaldo, lo que provocó una guerra donde este último murió.
| Predecesor: Teodón II | Duque de Baviera 716-719 | Sucesor: Grimaldo |

- Datos: Q571806